# Upper Hunter Shire
Koordinaten: 32° 3′ S, 150° 37′ O

Das Upper Hunter Shire ist ein lokales Verwaltungsgebiet (LGA) im australischen Bundesstaat New South Wales. Das Gebiet ist 8.096,089 km² groß und hat etwa 14.200 Einwohner.
Upper Hunter liegt am oberen Ende des Hunter Valley etwa 290 km nördlich der Metropole Sydney. Das Gebiet umfasst 49 Ortsteile und Ortschaften: Belltrees, Brawboy, Bunnan, Dartbrook, Upper Dartbrook, Davis Creek, Dry Creek, Ellerston, Glenbawn, Glenrock, Greeen Creek, Gundy, Kars Springs, Merriwa, Middle Brook, Moobi, Moonan Brook, Moonan Flat, Murrurundi, Murulla, Omadale, Owens Gap, Pages Creek, Pages River, Parkville, Rouchel, Upper Rouchel, Sandy Creek, Scone, Scotts Creek, Segenhoe, Stewarts Brook, Timor, Waverly, Wingen und Woolooma sowie Teile von Aberdeen, Barry, Blandford, Cassilis, Crawney, Gungal, Manobalai, Mogo, Niangala, Rossgole, Rouchel Brook, Tomalla und Turill. Der Sitz des Shire Councils befindet sich in der Stadt Scone im Zentrum der LGA, wo etwa 5.000 Einwohner leben.

## Verwaltung
Der Upper Hunter Shire Council hat neun Mitglieder, die von den Bewohnern der LGA gewählt werden. Upper Hunter ist nicht in Bezirke untergliedert. Aus dem Kreis der Councillor rekrutiert sich auch der Mayor (Bürgermeister) des Councils.